# Libby Kennedy
Elizabeth "Libby" Grace Kennedy (apellido de soltera Kennedy, previamente Kennedy-Fitzgerald, Kennedy-Kirk), es un personaje ficticio de la serie de televisión australiana Neighbours, interpretada por el actriz australiana Kym Valentine desde el 3 de octubre de 1994, hasta el 26 de mayo de 2011. En el 2004 Kym se fue por tres años y regresó el 12 de noviembre de 2007. En el 11 de junio de 2014 Kym regresó a la serie durante tres semanas y se fue de nuevo el 26 de junio de 2014.

## Antecedentes
Libby es la hija mediana de Karl Kennedy & Susan Smith y hermana de Malcolm y Billy. A su llegada a Ramsay Street Libby fue descrita como una adolescente brillante, curiosa, recatada y decente. Libby era apasionada por la política por lo que al inicio quiso unirse al gobierno, sin embargo terminó estudiando periodismo y convirtiéndose en maestra.
Libby es muy buena amiga de Toadfish Rebecchi y Stephanie Scully. Sin embargo esto termina cuando se entera de que el bebé que está esperando Steph es de su ahora exesposo Dan y que el matrimonio de Steph y Toadie era una fachada para ocultar todo. Por lo que Libby queda devastada y se enfrenta tanto a Toadie & Steph y decide destruir la relación que algún día tuvo con ellos.

## Biografía
Libby llegó por primera vez en 1994 y se hizo muy buena amiga de Brett Stark, quien se enamoró de ella. Más tarde Libby comenzó a trabajar como periodista en el quiosco de Philip Martin, cuando fue amenazada por un ladrón Karl trató de convencerla para que no regresará, sin embargo Libby no le hizo caso.
Poco después Libby se enamoró de Lucas Handley y comenzaron una relación, pero esta se terminó debido a que Karl no aceptaba que salieran y porque Lucas se sentía incómodo debido a la diferencia de edades.
Más tarde comenzó una relación con Sonny Hammond, pero esta también terminó Libby comenzó a sentirse incómoda cuando Sonny quiso llevar la relación al otro nivel. Antes de terminar con él, Libby y Brett perdieron su virginidad el uno con el otro y a pesar de sentirse incómodos, ambos estuvieron de acuerdo de que había sido lo correcto; poco después Brett se fue de la calle Ramsay para irse de viaje.
Cuando el hermano mayor de Brett, Darren Stark se mudó a Ramsay Street, comenzaron una relación, pero cuando Darren la engaño con Catherine O'Brien, Libby terminpo con él y Darren decidió irse de Erinsborough, sin embargo cuando Libby le dijo que lo amaba decidió quedarse. Sin embargo cuando Libby se enteró de que Darren había besado a otra mujer decidió ponerle fin a la relación.
En 1998 cuando Drew Kirk se mudó a la calle Ramsay se enamoró de Libby y ambos comenzaron una relación. Cuando Stephanie Scully se mudó a la calle se hizo muy buena amiga de Libby; poco después Drew le propuso matrimonio a Libby y ella aceptó, pero semanas antes de la boda, Libby y Steph estuvieron envueltas en un accidente de moto, debido a sus heridas en el hsopital cuando Libby se enteró de que nunca podría llevar un embarazo a término, comenzó a alejar a Drew, sin embargo se reconciliaron y en el 2001 se casaron.
Cuando Libby se enteró de que estaba embarazada y a pesar de que su vida corría peligro decidió tener al bebé, sin embargo cuando entró en trabajo de parto se encontraba encerrada en un granero en Oakey y cuando fue encontrada la llevaron al hospital y tuvieron su primer hijo Ben Fitzgerald, sin embargo la felicidad no duró ya que un año después Drew murió luego de caerse de un caballo; lo que dejó destruida a Libby.
Cuando Libby comenzó a dar clases en Erinsborough High, conoció a Taj Coppin, quien se enamoró de ella. Cuando Taj cumplió 18 años intentó acercarse a Libby, pero esta lo ignoró. Una noche cuando Taj se ofreció a llevarla a su casa la terminó invitando a su casa y dormieron juntos. Libby se alejó por un tiempo y cuando Taj se dio cuenta de que no podían iniciar una relación se fue de Erinsborough. 
Poco después le ofrecieron un trabajo como maestra en Adelaida el cual aceptó y se mudó. Cuando se enteró de que sus padres se habían separado después de que Karl tuviera una relación con Isabelle Hoyland, regresó. 
A su regreso Libby se sorprendió al ver que Darren Stark había regresado y que trabajaba como electricista. Libby le dio otra oportunidad cuando se dio cuenta de que Darren había madurado y que se llevaba bien con Ben, ambos comenzaron una relación y se mudaron a Shepparton con él.
Libby y Ben regresaron a Erinsborough por un tiempo, pero cuando su madre Susan fue diagnosticada con esclerosis múltiple decidieron quedarse. Cuando su padre comenzpó a interrogarla acerca de Darren, Libby evitaba el tema atacandoló sacando el tema de su infidelidad.
Cuando Darren regresó a la calle Ramsay reveló que había engañado a Libby de nuevo, aunque intentó reconciliarse con ella, Libby le dijo que su relación había terminado para siempre, por lo que regresó a Shepparton.
Libby regresó como maestra a Erinsborough High y se enamoró de Daniel Fitzgerald, ambos comenzaron a salir pero cuando Samantha Fitzgerald, la esposa de Dan de la cual estaba separado llegó a Erinsborough, Libby decidió terminar el romance. Poco después Dan le pidió el divorcio a Sam, pero Libby se negó a involucrárse de nuevo con él.
Libby y Ben se mudaron con Steph y Libby comenzó una relación con Lucas Fitzgerald, sin saber que era el hermano de Dan. Cuando se enteró decidió alejar tanto a Dan y a Lucas de su vida. 
Cuando Dan le dice a Libby que la ama, ella le dice que también y se mudan, poco después Dan le propone matrimonio a Libby y ella acepta, durante la fiesta de compromiso Samantha regresa y anuncia que está embarazada de Dan, por lo que Libby decide cancelar la boda y acusa a Sam de usar el embarazo para tratar de ganarse de nuevo a Dan. Más tarde antes de irse de Erinsborough Sam revela que Dan no es el padre de su bebé, por lo que Libby y Dan regresan y retoman sus compromiso. 
En el día de la boda Libby comienza a sentirse mal, pero se las arregla para pasar la ceremonia, sin embargo al final de la boda Libby se desmaya y es llevada al hospital, donde descubren que está embarazada lo cual deja encantados tanto a Dan como a Libby. Libby cree que es una niña y la nombra Grace en honor a su abuela; sin embargo la felicidad no dura mucho ya que comienza a sentirse mal y pierde al bebé; en el hospital Libby sufre de una hemorragia por lo que Dan se ve obligado a dar el permiso para que los médicos le realicen una histerectomía.
Después de salir del hospital Libby sugiere que alguien más lleve el embarazo para tratar de tener un bebé, por lo que Steph se ofrece sin embargo cuando Libby se entera de que el cáncer de mama de Steph podría regresar rechaza su oferta. Luego Susan se ofrece y tanto Libby y Dan aceptan, la familia queda encantada cuando Susan queda emabrazada.
Cuando Dan comienza a cuestionar la insistencia de Susan por meterse en su vida y en la de Libby, Karl decide calmar las cosas y los lleva a que platiquen. Sin embargo las cosas comienzan a ir mal cuando Dan y Susan discuten acerca de dónde va a ser criado el bebé, por lo que Dan termina diciéndole a Susan que fue muy mala idea que se ofreciera y se aleja; cuando Susan corre para tratar de alcanzarlo se cae lo que causa que pierda al bebé.
Esto ocasiona que Libby culpe a Dan por la pérdida de su hijo y más tarde deciden divorciarse. Cuando Dan se muda Libby y Ben se mudan de nuevo con Susan y Karl. 
En el 2010 Libby conoce al Doctor Doug Harris en una de las clases de baile de Ben, sin embargo al inicio tienen un mal comienzo cuando Doug le roba su lugar de estacionamiento. Más tarde la invita a salir y ella acepta, sin saber que Doug es el jefe de su padre en el hospital. Más tarde comienzan una relación.
Después de enterarse de que el bebé que está esperando Steph es en realidad de su ahora exesposa Dan y que su boda con Toadie fue un plan de ambos para que no se descubriera la verdad, se siente devastada y traicionada por sus dos "mejores amigos". Libby comienza a desquitar todo su odio en Steph y se aleja de Toadie. A raíz de esto Doug termina con Libby, después de que esta lo acusara de saber la verdad acerca del embarazo de Steph y habérselo ocultado.
Más tarde durante la recepción de la boda de Donna Freedman y Ringo Brown, Libby y Lucas Fitzgerald se acuestan; sin embargo inmediatamente después de haber dormido con él comienza a evitarlo. Poco después Lybby hace las paces con Toadie y ambos retoman su amistad